# 皮洛士式胜利

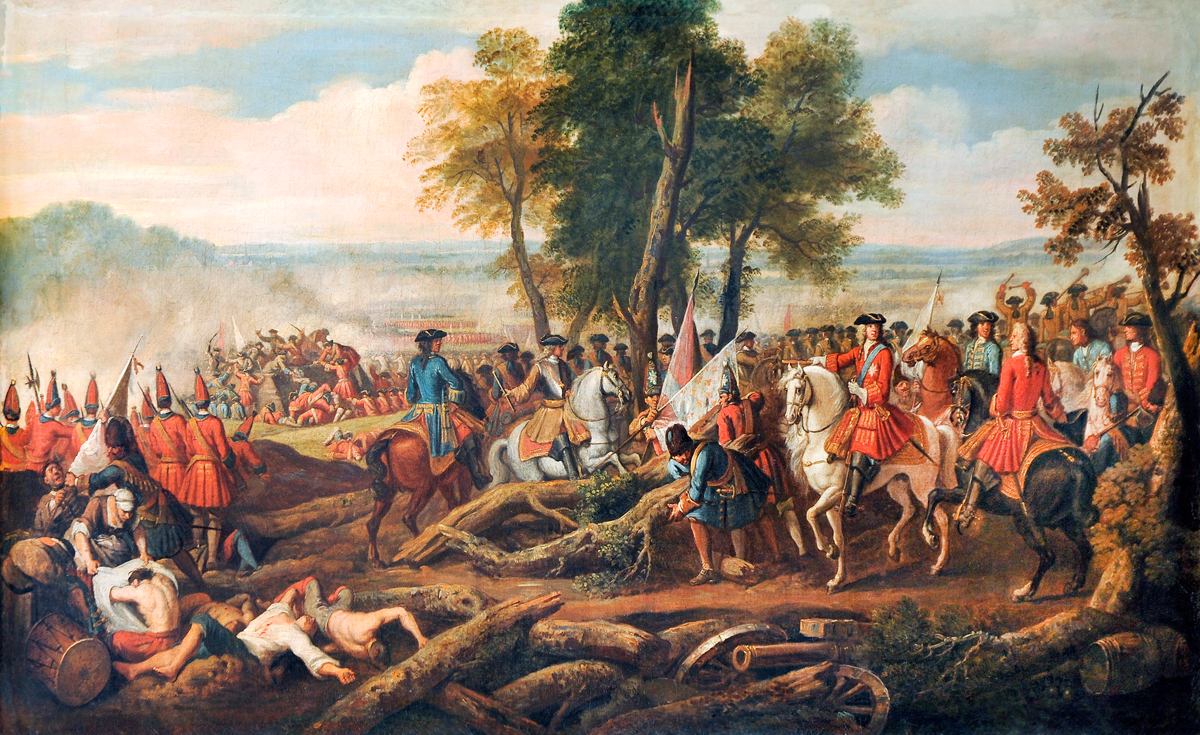
近代歷史上最著名的皮洛士式勝利，馬爾普拉凱戰役

皮洛士式胜利（英語：Pyrrhic victory）是一句西方谚语，意為“代價高昂的胜利”或“惨胜”。

## 西方谚语
皮洛士（前319年至前272年）是伊庇魯斯国王，罗马共和国称霸亚平宁半岛的主要敌人之一。前281年，位于意大利半岛底部的希腊城邦他林敦因与罗马共和国开战，而向亚德里亚海对岸的伊庇鲁斯国王皮洛士求援。后者率领一支由2.5万名步兵和约20头战象组成的大军在意大利南部登陆。这是罗马人第一次面对来自意大利以外的外国军队。
前280年春，双方在赫拉克利亞戰役中进行了第一次较量。战斗过程中，罗马军团的组织和战斗能力并不比对方的馬其頓方阵逊色，因而抵挡住了对方的正面步兵进攻。但不擅應對骑兵的罗马人的側翼仍在皮洛士骑兵及战象的凶猛冲击下崩潰。失去侧翼保护的罗马军团伤亡惨重，伤亡7,000人，被俘2,000人。而皮洛士也付出了惨重的代价，伤亡约4,000人。
前279年，双方又在阿斯库路姆附近开战。皮洛士依靠有利地形和战象的帮助再一次打败了罗马人。此役，罗马伤亡6,000人，而皮洛士也再次付出了伤亡3,550人的沉重代价，其中还包括他的一些重要将领及好友。
皮洛士在两次战役中都取得了胜利，而且伤亡也比罗马人少。但是罗马人能够在战斗结束后马上补充兵员，而海外作战的皮洛士却迟迟得不到兵力补充，故而两次胜利并未给罗马人以致命打击，罗马人士气依然高涨。相反，这样的胜利却为日后皮洛士的失败埋下了隐患。无怪乎，在阿斯库路姆战役后，当有人向皮洛士祝贺时，他不无伤心地说：“再来这样一次胜利，我自己也完了”（希臘語：Ἂν ἔτι μίαν μάχην νικήσωμεν, ἀπολώλαμεν.）。
由此，“皮洛士的胜利”也就成了代价惨重的胜利的代名词。

## 应用及实例
以下战争或战役通常被认为是属于“皮洛士的胜利”：
- 前279年，皮洛士与罗马人之间的阿斯库路姆战役，伊庇鲁斯惨胜，即“皮洛士式胜利”出处。
- 前104年，汉攻大宛之战，第一次攻大宛被杀甚众并战败，第二次攻大宛班师途中损失惨重。
- 255年，曹魏与蜀汉的狄道之战，曹魏惨胜。
- 654年，船桅之戰，阿拉伯帝國慘勝。
- 757年，唐朝与大燕叛军的安史之亂，唐军惨胜。
- 811年，普利斯卡戰役，保加利亞慘勝。
- 1389年，塞尔维亚和鄂圖曼之间的科索沃战役，奥斯曼帝国惨胜（有争议）。
- 1526年，第一次摩哈赤戰役，奥斯曼帝国惨胜。
- 1660年，波蘭立陶宛大洪水時代，波兰立陶宛联邦惨胜。
- 1709年，西班牙王位繼承戰爭期間的马尔普拉凯战役，奥格斯堡同盟惨胜。
- 1761年，阿富汗的杜兰尼王朝与马拉塔帝国之间的帕尼帕特战役，杜兰尼王朝惨胜。
- 1775年，美国独立战争期间的邦克山战役，英军惨胜。
- 1781年，美国独立战争期间的吉尔福德战役，英军惨胜。
- 1807年，拿破崙戰爭期間的埃劳战役，法軍慘勝。
- 1836年，阿拉摩之戰，墨西哥政府軍慘勝。
- 1879年，祖魯戰爭期间的伊散德爾瓦納戰役，祖鲁王国惨胜。
- 1884年，馬赫迪戰爭的喀土穆围城战，蘇丹慘勝。
- 1899年至1902年，第二次布爾戰爭，大英帝国惨胜。
- 1904年至1905年，日俄战争，日本帝国惨胜，尤其以旅顺会战极为惨重。
- 1938年，抗日战争中的武汉会战，日军惨胜。
- 1940年，冬季戰爭，蘇聯惨胜。
- 1941年，第二次世界大战期间的克里特島戰役，轴心国惨胜。
- 1941年，第二次世界大战期间的威克島戰役，大日本帝国惨胜。
- 1942年，第二次世界大战期间的聖克鲁斯群島戰役，日本海军惨胜。
- 1943年，第二次世界大战期间的庫斯克會戰，苏联惨胜。
- 1944年，第二次世界大战期间的蒙特·卡西諾戰役，盟军惨胜。
- 1945年，太平洋戰爭的硫磺島戰役，美軍慘勝。
- 1950年，长津湖战役，中國人民志願軍惨胜。
- 1954年，第一次印度支那戰爭，越南民主共和国慘勝。
- 1975年至1991年，柬越戰爭，越南惨胜。
- 1993年2月至4月，韋科慘案，美國政府慘勝。
- 2022年8月至2023年4月，巴赫穆特戰役，俄羅斯慘勝。

虽然“皮洛士的胜利”通常都被用于战争。但是，它也被广泛应用于商业、政治、法律、体育等领域，用以形容类似的代价高昂的胜利。